# Michele Morrone
Michele Morrone (n. 3 octombrie 1990, Bitonto, Apulia, Italia) este un actor, cântăreț, model și creator de modă italian. A obținut recunoaștere internațională după ce a jucat rolul lui Massimo Torricelli în filmul erotic 365 days din 2020. Filmul a doborât recordurile Netflix încă de la lansarea sa pe 7 iunie 2020.. 

## Biografie
Născut la 3 octombrie 1990 la Bitonto, într-o familie de țigani italieni.  Este cel mai mic dintre cei patru copii și are trei surori mai mari. Tatăl său a lucrat ca zidar și a murit în 2003, când Morrone avea 12 ani. Mama sa, Angela, a lucrat ca croitoreasă. Ea și tatăl său s-au mutat la Melegnano când copiii lor erau mici, pentru a găsi oportunități mai bune de muncă. La vârsta de 11 ani a vizionat filmul Harry Potter și a decis să devină actor. A studiat la liceu. A studiat apoi actoria profesionistă la Teatro Fraschini di Pavia din Pavia.
Și-a făcut debutul cinematografic în 2011, în filmul Second Chance, cu un rol episodic.